# Viry (Jura)
Viry – miejscowość i gmina we Francji, w regionie Burgundia-Franche-Comté, w departamencie Jura.
Według danych na rok 1990 gminę zamieszkiwało 788 osób, a gęstość zaludnienia wynosiła 31 osób/km² (wśród 1786 gmin Franche-Comté Viry plasuje się na 210. miejscu pod względem liczby ludności, natomiast pod względem powierzchni na miejscu 58.).